# Lars Werner
Lars Werner (ur. 25 lipca 1935 w Sztokholmie, zm. 11 stycznia 2013 w Tyresö) – szwedzki polityk, działacz związkowy i komunistyczny, parlamentarzysta, w latach 1975–1993 przewodniczący Partii Lewicy.

## Życiorys
Z zawodu robotnik budowlany, pracował jako murarz, był też przewodniczącym branżowego związku zawodowego. Zaangażował się w działalność polityczną w ramach komunistycznej Partii Lewicy. W 1965 uzyskał po raz pierwszy mandat posła do Riksdagu. W szwedzkim parlamencie zasiadał nieprzerwanie do 1994. Był wiceprzewodniczącym swojego ugrupowania, zaś w latach 1975–1990 pełnił funkcję przewodniczącego Partii Lewicy. Kontynuował zapoczątkowaną przez poprzednika politykę dystansowania się od działań Związku Radzieckiego, a w 1990 doprowadził do zmiany nazwy partii poprzez porzucenie jej końcowego członu „Komuniści”.